# Dorothy Howard
Dorothy Alice Howard (* 4. Februar 1929 in Winnipeg; † 1. März 2013 ebenda) war eine kanadische Sängerin in der Stimmlage Mezzosopran und Musikpädagogin.

## Leben und Wirken
Howard sang von 1958 bis 1968 als Chorsängerin und Solistin bei den The Choristers, einem von W. H. Anderson gegründeten Kammerchor, daneben war sie Solosängerin an der Westminster United Church ihrer Heimatstadt. Von 1960 bis 1969 unterrichtete sie an der Highschool Englisch, Französisch und Musik und trat in Opern und bei Konzerten auf. Von 1969 bis 1990 unterrichtete sie an der University of Saskatchewan. Zu ihren Schülern zählten u. a. Kristine Anderson, Karen Jensen, Michelle Milenkovic, Barbara Milner, Janice Paterson und Kevin  Power.
Sie war Gründungsmitglied der Saskatoon Opera Association und sang Hauptrollen u. a. in Carmen, Jolanthe, Amahl and the Night Visitors und Hänsel und Gretel. Zu ihrem Repertoire als Konzertsängerin zählten Werke zeitgenössischer Komponisten wie Harry Adaskin, Violet Archer, Michael Colgrass, Jean Coulthard, Robert Fleming, Harry Freedman, R. Murray Schafer und Harry Somers. Sie war als Jurorin, Beraterin und Prüferin aktiv, wirkte an Konferenzen und Workshops mit und war von 1980 bis 1986 die Regionalvertreterin des Metropolitan Opera Council. Ihre Komposition Celebrate Saskatchewan erschien 1980 im Celebrate Saskatchewan Songbook.